# Ernst Wittin
Ernst Wittin, född 17 september 1912 i Berlin, död 11 augusti 1979 i Enskede församling i Stockholm, var en tysk-svensk målare.
Wittin studerade konst vid Gerlesborgsskolan i Bohuslän samt vid Georgij Fetcós målarskola och genom självstudier under resor till bland annat Tyskland, Frankrike, Italien, Österrike och Schweiz. Tillsammans med Elsie-Britt Stenqvist ställde han ut på Galleri Gröna Paletten i Stockholm 1962 och han medverkade i ett flertal samlingsutställningar. Hans konst består huvudsakligen av landskapsskildringar men han utförde även i mindre omfattning stilleben och figurskildringar. Wittin är representerad med en oljemålning vid Svenska Byggnadsarbetareförbundet i Stockholm.